# Årets målvakt i Serie A i fotboll
Årets målvakt i Serie A i fotboll är en årlig utmärkelse som delas ut av Associazione Italiana Calciatori (Italienska fotbollsspelarförbundet) till årets bästa målvakt i Serie A. Utmärkelsen är en av många andra i "Oscar del calcio" (ungefär fotbolls-Oscarsgalan).
Priset har än så länge bara tilldelats fem olika målvakter. Den som har vunnit flest gånger är Gianluigi Buffon (sex av elva gånger). Den ende icke-italienske målvakten att ha fått priset är brasilianske Dida (AC Milan).

## Vinnare
| År   | Namn                 | Nationalitet | Klubb                |
| ---- | -------------------- | ------------ | -------------------- |
| 2022 | Mike Maignan         | Frankrike    | AC Milan             |
| 2021 | Gianluigi Donnarumma | Italien      | AC Milan             |
| 2020 | Gianluigi Donnarumma | Italien      | AC Milan             |
| 2019 | Samir Handanović     | Slovenien    | Inter                |
| 2018 | Alisson              | Brasilien    | AS Roma              |
| 2017 | Gianluigi Buffon     | Italien      | Juventus FC          |
| 2016 | Gianluigi Buffon     | Italien      | Juventus FC          |
| 2015 | Gianluigi Buffon     | Italien      | Juventus FC          |
| 2014 | Gianluigi Buffon     | Italien      | Juventus FC          |
| 2013 | Samir Handanović     | Slovenien    | Inter                |
| 2012 | Gianluigi Buffon     | Italien      | Juventus FC          |
| 2011 | Samir Handanović     | Slovenien    | Udinese Calcio       |
| 2010 | Júlio César          | Brasilien    | Inter                |
| 2009 | Júlio César          | Brasilien    | Inter                |
| 2008 | Gianluigi Buffon     | Italien      | Juventus FC          |
| 2007 | Angelo Peruzzi       | Italien      | SS Lazio             |
| 2006 | Gianluigi Buffon     | Italien      | Juventus FC          |
| 2005 | Gianluigi Buffon     | Italien      | Juventus FC          |
| 2004 | Dida                 | Brasilien    | AC Milan             |
| 2003 | Gianluigi Buffon     | Italien      | Juventus FC          |
| 2002 | Gianluigi Buffon     | Italien      | Juventus FC          |
| 2001 | Gianluigi Buffon     | Italien      | AC Parma/Juventus FC |
| 2000 | Francesco Toldo      | Italien      | ACF Fiorentina       |
| 1999 | Gianluigi Buffon     | Italien      | AC Parma             |
| 1998 | Angelo Peruzzi       | Italien      | Juventus FC          |
| 1997 | Angelo Peruzzi       | Italien      | Juventus FC          |